# Scott Thwaites
Scott Thwaites, né le 12 février 1990 à Burley in Wharfedale, est un coureur cycliste britannique.

## Biographie

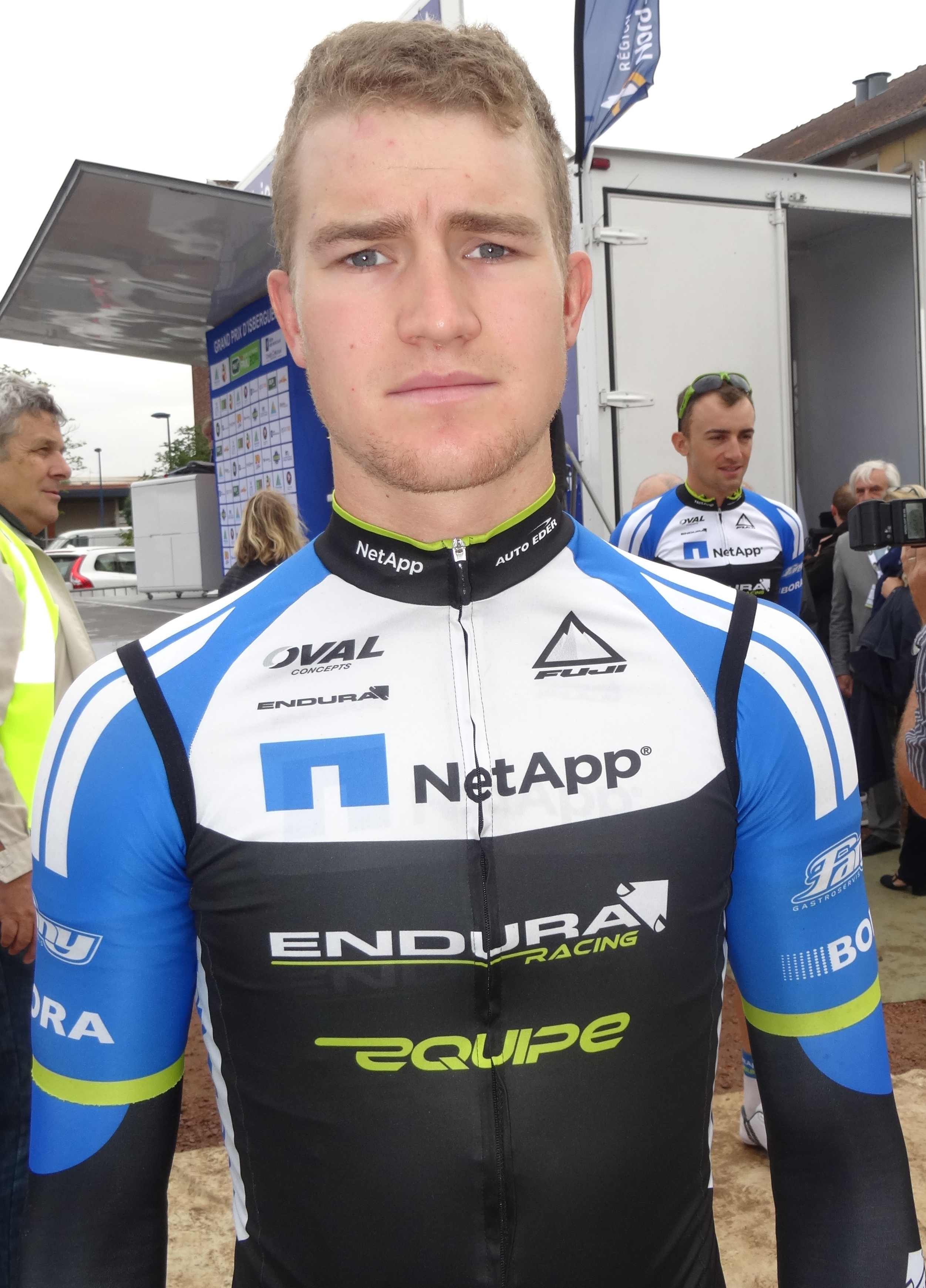
Scott Thwaites lors du Grand Prix d'Isbergues 2014.

Scott Thwaites naît le 12 février 1990 à Burley in Wharfedale au Royaume-Uni.
En 2010, Scott Thwaites intègre l'équipe continentale Endura Racing. Il est champion de Grande-Bretagne du critérium en 2012. En 2013, les équipes Endura Racing et NetApp fusionnent pour former l'équipe continentale professionnelle NetApp-Endura, dont Scott Thwaites fait partie.
En 2014, il est médaillé de bronze de la course en ligne des Jeux du Commonwealth, où il court pour l'équipe d'Angleterre. Initialement présélectionné pour la course en ligne des championnats du monde, il est finalement retenu pour cette épreuve.
En 2015, NetApp-Endura devient Bora-Argon 18. Scott Thwaites termine troisième de la Nokere Koerse. Thwaites est sélectionné pour la course en ligne des championnats du monde de Richmond.
Au mois de septembre 2016, il fait le choix de changer d'équipe et s'engage avec la formation africaine  Dimension Data.
En août 2018, il termine 30e du championnat d'Europe sur route à Glasgow.
Fin juillet 2019, il est présélectionné pour représenter son pays aux championnats d'Europe de cyclisme sur route.
En 2020, il se classe vingt-troisième de la Bretagne Classic remportée par l'Australien Michael Matthews.

## Palmarès et classements mondiaux sur route

### Palmarès par année
- 2011[1]

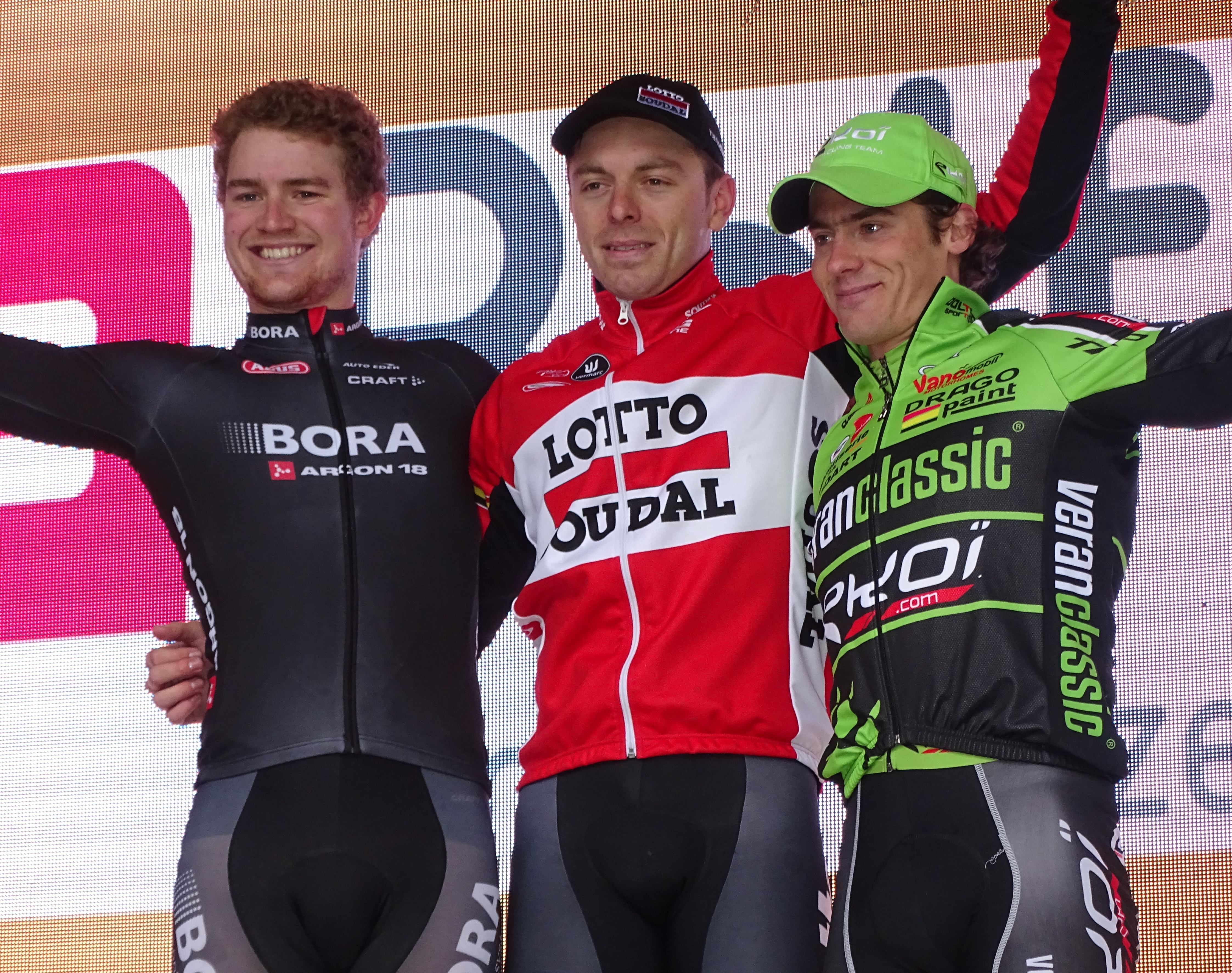
Podium de l'édition 2015 de la Nokere Koerse : Scott Thwaites (3e), Kris Boeckmans (1er) et Justin Jules (2e).

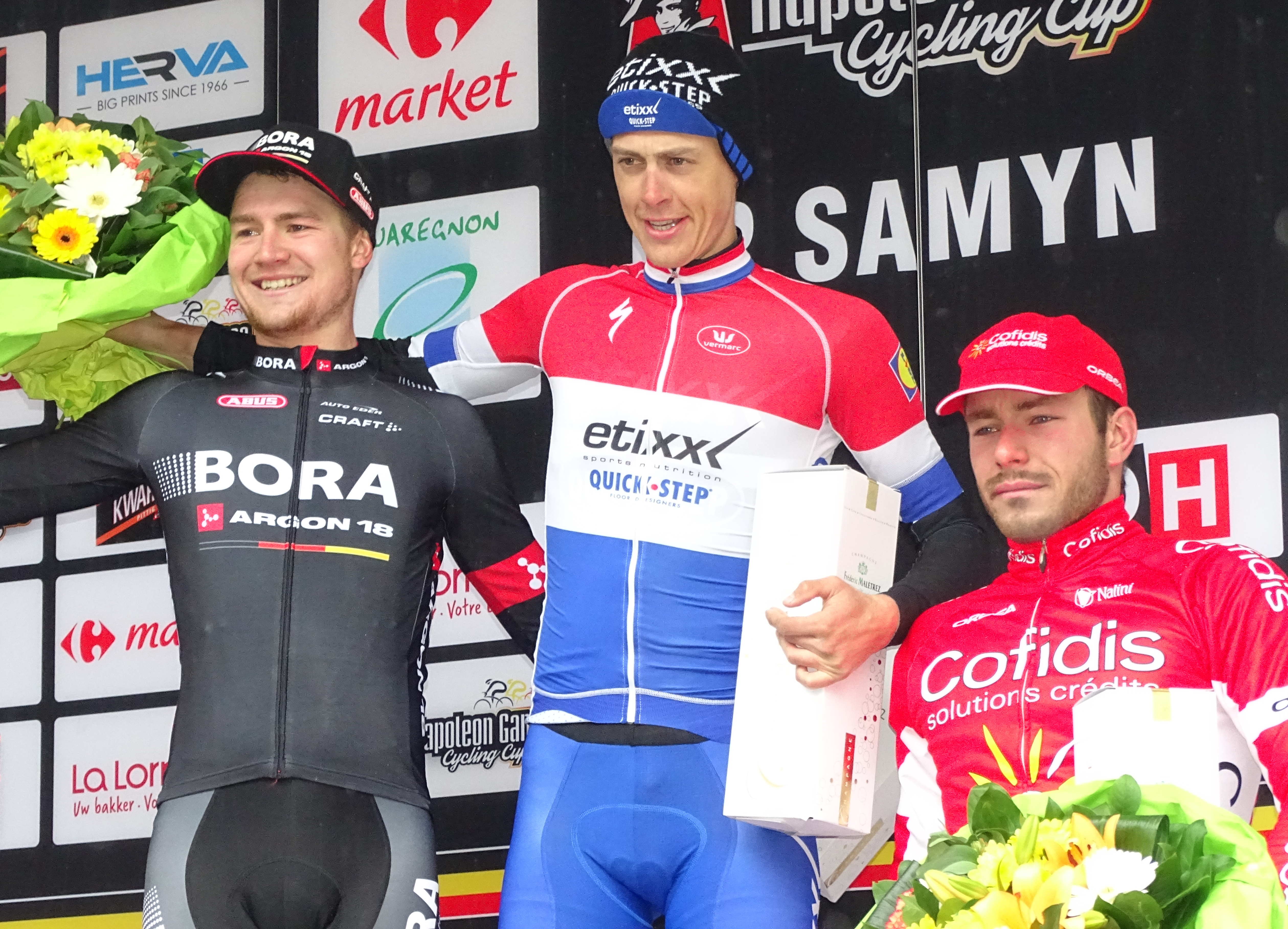
Podium de l'édition 2016 du Samyn : Scott Thwaites (2e), Niki Terpstra (1er) et Florian Sénéchal (3e).

  -  Champion de Grande-Bretagne du contre-la-montre espoirs
  - Lincoln Grand Prix
  - Otley Grand Prix
- 2012
  - Premier Calendar Road Series
  -  Champion de Grande-Bretagne du critérium
  - 2e étape du Tour Doon Hame
  - Tour of the Reservoir
  - 2e de l'Eddie Soens Memorial
  - 3e du Tour Doon Hame
- 2014
  - 2e du Tour de Drenthe
  -  Médaillé de bronze de la course en ligne des Jeux du Commonwealth
- 2015
  - 3e de la Nokere Koerse
- 2016
  - 2e du Samyn
- 2017
  - 10e des Strade Bianche

### Résultats sur les grands tours

#### Tour de France
1 participation
- 2017 : 107e

#### Tour d'Espagne
2 participations
- 2016 : 116e
- 2021 : 134e

### Classements mondiaux
| Année                                 | 2012 | 2013 | 2014 | 2015 | 2016 | 2017  | 2018  | 2019 | 2020 | 2021  | 2022  |
| ------------------------------------- | ---- | ---- | ---- | ---- | ---- | ----- | ----- | ---- | ---- | ----- | ----- |
| UCI World Tour                        |      |      |      |      | nc   | 157e  | 244e  |      |      |       |       |
| Classement mondial                    |      |      |      |      | 195e | 485e  | 1098e | 599e | 892e | 2123e | 1717e |
| UCI Europe Tour                       | 610e | 320e | 143e | 180e | 99e  | 1135e | 1487e | 452e | 705e | 1441e | 1125e |
| UCI Asia Tour                         | nc   | 181e | nc   | nc   | 382e | nc    | nc    |      |      |       |       |
| UCI America Tour                      | nc   | 327e | nc   | 485e | nc   | nc    | nc    |      |      |       |       |
|                                       |      |      |      |      |      |       |       |      |      |       |       |
| Légende : nc = non classéSource : UCI |      |      |      |      |      |       |       |      |      |       |       |

## Palmarès en cyclo-cross
- 2004-2005[1]
  - 3e du championnat de Grande-Bretagne de cyclo-cross cadets
- 2005-2006
  - 2e du championnat de Grande-Bretagne de cyclo-cross cadets
- 2006-2007
  - 2e du championnat de Grande-Bretagne de cyclo-cross juniors

## Palmarès en VTT
- Champion de Grande-Bretagne de cross-country espoirs : 2009